# Lucio Papirio Craso
Lucio Papirio Craso  fue un político y militar romano del siglo IV a. C. que ocupó el consulado en dos ocasiones.

## Carrera política y militar
Fue nombrado dictador en el año 340 a. C. mientras ejercía el cargo de pretor, con el fin de llevar a cabo la guerra contra los latinos, que se habían rebelado, ya que el cónsul Tito Manlio Imperioso Torcuato estaba enfermo. Craso marchó contra Ancio. Sin embargo, a pesar de estar acampado en sus cercanías durante algunos meses, no logró nada.
En el año 336 a. C. fue nombrado cónsul con Cesón Duilio y llevó a cabo una guerra contra los ausonios de la ciudad de Cales. En el año 330 a. C. fue cónsul por segunda vez y llevó a cabo una guerra contra los habitantes de Privernum. Estos estaban comandados por Marco Vitruvio Vaco y fueron conquistados por los romanos sin mucha dificultad.
En el año 325 a. C. fue praefectus urbi.